# Marie-Luise Dissard
Marie-Louise Dissard, nome di battaglia Françoise (Cahors, 6 novembre 1881 – Tolosa, luglio 1957), è stata una partigiana francese.
Attiva nella Resistenza francese, collaborò con la "rete Pat O'Leary" per far evadere aviatori alleati catturati dai tedeschi. In seguito continuò l'attività fondando la "rete Françoise".